# ディメンションランバー
ディメンションランバーとは、2×4の「2x4（ツーバイフォー）」をはじめとする構造用製材である。
木造枠組壁構法（2×4工法、ツーバイフォーこうほう）による住宅に使われてきたが、最近ではホームセンターでも手軽に入手できるためDIYによる家具作りやウッドデッキ等にも利用される。
2×4の「2x4（ツーバイフォー）」のほか、4x4, 4x6, 1x4などがある。